# Saison 1 de Warehouse 13
Chronologie
Saison 2
La première saison de Warehouse 13, série télévisée américaine, est composée de treize épisodes.

## Généralités
Cette première saison est composée de 13 épisodes, l'épisode pilote ayant été découpé en deux parties.

## Synopsis
Après avoir sauvé la vie du président des États-Unis, deux agents des Services Secrets sont nommés à un nouveau poste dans le sud du Dakota à Warehouse 13, un service qui abrite les objets aux propriétés surnaturelles que le gouvernement américain a collecté à travers les siècles. Le duo a alors pour mission de récupérer d'éventuels nouveaux artefacts susceptibles de mettre la population en danger.

## Distribution

### Acteurs principaux
- Eddie McClintock (VF : Benjamin Pascal) : agent Pete Lattimer
- Joanne Kelly (VF : Marie Zidi) : agent Myka Bering
- Saul Rubinek (VF : Pascal Casanova) : Arthur « Artie » Nielsen
- Genelle Williams (VF : Fily Keita) : Leena

### Acteurs récurrents
- Allison Scagliotti (VF : Sylvie Jacob) : agent Claudia Donovan[1]
- Roger Rees (VF : Olivier Rodier) : James MacPherson[2]
- Simon Reynolds (VF : Philippe Catoire) : Daniel Dickenson
- CCH Pounder (VF : Michèle Bardollet) : Irène Frédéric[3]

### Invités
- Tricia Helfer (VF : Laura Blanc) : agent Bonnie Belski[2] (épisode 3)
- Ivan Sergei : Ross, l'ambulancier[2] (épisode 4)
- Joe Flanigan (VF : Fabrice Josso) : Jeff Weaver[2] (épisode 6)
- James Naughton : Gilbert Radburn[2] (épisode 6)
- Erica Cerra (VF : Hélène Bizot) : Jillian Whitman[2] (épisode 9)
- Niall Matter : Gary Whitman[2] (épisode 9)
- Joe Morton (VF : Constantin Pappas) : le révérend John Hill[2] (épisode 10)
- Mark Sheppard (VF : Marc Saez) : Benedict Valda[2] (épisode 11)
- Michael Hogan : Warren Bering[2] (épisode 12)
- Susan Hogan : Jeannie Bering (épisode 12)

## Liste des épisodes

### Épisode 1:Bienvenue, première partie
- États-Unis : 7 juillet 2009 sur Syfy
- France : 
  - 5 janvier 2010 sur Syfy Universal
  - 4 mai 2010 sur NRJ 12
- Québec : 8 mars 2010 sur Ztélé

- États-Unis : 3,5 millions de téléspectateurs (première diffusion)

- Sarah Allen (en) (Emily Krueger)
- Warren Chow (agent Morris)
- Annick Obonsawin (en) (Minnie Harris)
- Sherry Miller (Lorna Soliday)
- Michael Boatman (professeur Edward Marzotto)

### Épisode 2:Bienvenue, deuxième partie
- États-Unis : 7 juillet 2009 sur Syfy
- France : 
  - 5 janvier 2010 sur Syfy Universal
  - 4 mai 2010 sur NRJ 12
- Québec : 15 mars 2010 sur Ztélé

- États-Unis : 3,5 millions de téléspectateurs (première diffusion)

- Sarah Allen (en) (Emily Krueger)
- Warren Chow (Agent Morris)
- Annick Obonsawin (en) (Minnie Harris)
- Gabriel Hogan (Sam Martino)
- Sherry Miller (Lorna Soliday)
- Michael Boatman (professeur Edward Marzotto)
- Al Sapienza (capitaine Dan Powell)

### Épisode 3:Résonances
- États-Unis : 14 juillet 2009 sur Syfy
- France : 
  - 12 janvier 2010 sur Syfy Universal
  - 4 mai 2010 sur NRJ 12
- Québec : 22 mars 2010 sur Ztélé

- États-Unis : 3,4 millions de téléspectateurs (première diffusion)

- Tricia Helfer (agent du FBI Bonnie Belski)
- Lindy Booth (Stephanie Gooddison)
- John Evans (Eric Marsden)

### Épisode 4:Magnétisme
- États-Unis : 21 juillet 2009 sur Syfy
- France : 
  - 12 janvier 2010 sur Syfy Universal
  - 11 mai 2010 sur NRJ 12
- Québec : 29 mars 2010 sur Ztélé

- Cornell Womack (Sheriff MacKenna)
- Ivan Sergei (Ross)
- Pedro Miguel Arce (Luis)
- David Collins (Ellis)
- Philip Craig (Père Braid)

### Épisode 5:Claudia
- États-Unis : 28 juillet 2009 sur Syfy
- France : 
  - 19 janvier 2010 sur Syfy Universal
  - 11 mai 2010 sur NRJ 12
- Québec : 5 avril 2010 sur Ztélé

- États-Unis : 3,3 millions de téléspectateurs (première diffusion)

### Épisode 6:Légendes indiennes
- États-Unis : 4 août 2009 sur Syfy
- France : 
  - 19 janvier 2010 sur Syfy Universal
  - 18 mai 2010 sur NRJ 12
- Québec : 12 avril 2010 sur Ztélé

- James Naughton (Gilbert Radburn)
- Joe Flanigan (Jeff Weaver)
- Catherine Burdon (Jackie)

### Épisode 7:La Main de Dieu
- États-Unis : 11 août 2009 sur Syfy
- France : 
  - 26 janvier 2010 sur Syfy Universal
  - 18 mai 2010 sur NRJ 12
- Québec : 19 avril 2010 sur Ztélé

- États-Unis : 3,35 millions de téléspectateurs (première diffusion)

- Roberta Maxwell (Rebecca St. Clair)
- Al Sapienza (Capitaine Powell)

### Épisode 8:Le Sabre
- États-Unis : 18 août 2009 sur Syfy
- France : 
  - 26 janvier 2010 sur Syfy Universal
  - 25 mai 2010 sur NRJ 12
- Québec : 26 avril 2010 sur Ztélé

- États-Unis : 3,27 millions de téléspectateurs (première diffusion)

- Denis Akiyama (en) (Officer Ogawa)
- Arnold Pinnock (en) (Cooper)
- Graham Abbey (Mattson)

- Première apparition de James MacPherson (Roger Rees) en tant que personnage récurrent.

### Épisode 9:Reflet trompeur
- États-Unis : 25 août 2009 sur Syfy
- France : 
  - 2 février 2010 sur Syfy Universal
  - 25 mai 2010 sur NRJ 12
- Québec : 3 mai 2010 sur Ztélé

- États-Unis : 2,86 millions de téléspectateurs (première diffusion)

- Niall Matter (Gary Whitman)
- Erica Cerra (Jillian Whitman)

### Épisode 10:Remords
- États-Unis : 1er septembre 2009 sur Syfy
- France : 
  - 2 février 2010 sur Syfy Universal
  - 1er juin 2010 sur NRJ 12
- Québec : 10 mai 2010 sur Ztélé

- États-Unis : 2,93 millions de téléspectateurs (première diffusion)

- Gabriel Hogan (Sam Martino)
- Joe Morton (le révérend John Hill)
- Maria Ricossa la directrice Corinne Huggins)

### Épisode 11:Tout va très bien
- États-Unis : 8 septembre 2009 sur Syfy
- France : 
  - 9 février 2010 sur Syfy Universal
  - 1er juin 2010 sur NRJ 12
- Québec : 17 mai 2010 sur Ztélé

- États-Unis : 2,7 millions de téléspectateurs (première diffusion)

- Mark Sheppard (Benedict Valda)
- Paula Boudreau (Theodora Stanton)

### Épisode 12:Le Pouvoir des mots
- États-Unis : 15 septembre 2009 sur Syfy
- France : 
  - 9 février 2010 sur Syfy Universal
  - 8 juin 2010 sur NRJ 12
- Québec : 24 mai 2010 sur Ztélé

- États-Unis : 2,93 millions de téléspectateurs (première diffusion)

- Michael Hogan (Warren Bering)
- Susan Hogan (Jeannie Bering)
- Alec Medlock (Bobby Busecki)
- Tamara Duarte (Tamara Resnick)
- Neil Crone (en) (M. Ives)

### Épisode 13:Vente aux enchères
- États-Unis : 22 septembre 2009 sur Syfy
- France : 
  - 9 février 2010 sur Syfy Universal
  - 8 juin 2010 sur NRJ 12
- Québec : 31 mai 2010 sur Ztélé

- États-Unis : 2,23 millions de téléspectateurs (première diffusion)

- Lynne Cormack (Carol Augustine)
- James Kidnie (William Freitag)